# Saxifraga davidis-webbii
Saxifraga davidis-webbii är en stenbräckeväxtart som beskrevs av P. Vargas. Saxifraga davidis-webbii ingår i Bräckesläktet som ingår i familjen stenbräckeväxter. Inga underarter finns listade i Catalogue of Life.